# Almohaja
Almohaja es un municipio y localidad española de la provincia de Teruel, en la comunidad autónoma de Aragón. El término municipal tiene una población de 17 habitantes (INE 2023) y una extensión de 25,55 km², con una densidad de población de 1,50 hab./km².

## Toponimia
El término Almohaja proviene del árabe المحجة AL-MUḤAJJA "'camino real, calzada, camino’— variante habitual andalusí de maḥaŷŷa no recogida por los diccionarios"

## Geografía
El casco urbano se encuentra escalonado en la ladera de un montículo y dominando un pequeño valle con una laguna desecada en su mayor parte. Tiene a su alrededor un interesante entorno natural, con numerosos barrancos de rodeno en los que se encuentran restos arqueológicos de diversas épocas. Al otro lado del valle, frente al pueblo, discurre el trazado del antiguo tren minero Ojos Negros-Puerto de Sagunto. Gracias a esta vía, el municipio pertenece al Parque Cultural de las Minas de Ojos Negros, junto con otro municipios.

## Historia
En el año 1248, por privilegio de Jaime I, este lugar se desliga de la dependencia de Daroca, pasando a formar parte de sesma de Jiloca en la comunidad de aldeas de Daroca, que dependían directamente del rey, perdurando este régimen administrativo hasta la muerte de Fernando VII en 1833, siendo disuelta ya en 1838.
A mediados del siglo XIX, el lugar tenía contabilizada una población de 190 habitantes. Aparece descrito en el segundo volumen del Diccionario geográfico-estadístico-histórico de España y sus posesiones de Ultramar de Pascual Madoz de la siguiente manera:

ALMOAJA: l. con ayunt. de la prov. y adm. de rent. de Teruel (6 leg.), part. jud. de Albarracin (4), aud. terr., c. g. y dióc. de Zaragoza (21), sit. en parage montuoso, aunque no de sierras elevadas, combatido mas particularmente por los vientos del N. y S. que hacen su clima frio y bastante sano, sin que por lo general se padezcan otras enfermedades, que algunas tercianas producidas por la humedad que exhala una balsa que se halla debajo de la pobl. Esta la forman 30 casas, distribuidas en varias calles; una muy regular para el ayunt., y la cárcel que se halla en la misma: hay escuela de primeras letras, á la que concurren 10 niños; y una igl. aneja de la parr. de Peracense, bajo la advocacion de Ntra. Sra. del Rosario, servida por un coadjutor, junto á la cual está el cementerio. El térm. confina por el N. con el de Peracense (3/4 de leg.), por el E. con el de Pozondo (1), por el S. con el de Alba (1 1/2), y por el O. con el de Rodenas (1): dentro de su circunferencia se encuentran varias fuentes, de cuyas aguas se surten los vec., y una ermita dedicada á Maria Santísima de la Rosa. El terreno es montuoso y de secano: la parte que se cultiva será de unas 780 fanegadas, de las cuales 80 quedan generalmente sin cultivar; hay 270 de monte blanco y 280 de carrascal, en el que tambien se crian malezas de estepas, aliagas y otros arbustos: de este monte se surte el vecindario de leña, para sus hogares; pero no sirve para madera de construccion: ningun r. ni arroyo corre por él, pero si hay varias fuentes, como se ha dicho, y un manantial llamado el caño que sirve para abrevadero de bestias y ganados, y para dar impulso á las ruedas de un molino harinero de una sola piedra, aunque no puede ser continuo su movimiento, porque las aguas á que debe este beneficio, no son muy abundantes; no hay tampoco arbolados de otra clase, pero si buenas yerbas de pasto. Los caminos son locales y de herradura; por lo regular se encuentran en buen estado, aunque alguno hay muy malo. El correo se recibe de Calamocha por medio de una hijuela que llega á Villar de Salz, donde va á buscarse los lúnes y juéves, y se lleva los mártes y viérnes. Prod.: trigo puro, morcacho, cebada, avena y lentejas, y cria ganado lanar, cabrio y abundante caza de perdices, liebres, conejos y algunos venados y corzos. pobl. 30 vec.: 190 alm. Contr.: 4,373 rs. 7 mrs.
(Madoz, 1845, p. 158)

## Demografía
Almohaja cuenta con una población de 12 habitantes (INE 2024).
| Gráfica de evolución demográfica de Almohaja entre 1842 y 2021                                                      |
| |
| Población de derecho según los censos de población del INE Población de hecho según los censos de población del INE |

## Administración y política
| Período   | Alcalde               | Partido |  |
| --------- | --------------------- | ------- |  |
| 1979-1983 | Cándido López Sánchez | UCD     |  |
| 1983-1987 |                       |         |  |
| 1987-1991 |                       |         |  |
| 1991-1995 |                       |         |  |
| 1995-1999 |                       |         |  |
| 1999-2003 |                       |         |  |
| 2003-2007 |                       |         |  |
| 2007-2011 |                       |         |  |
| 2011-2015 | Tomás Simón Domínguez | PAR     |  |
| 2015-     | Tomás Simón Domínguez | PAR     |  |

| Partido político    | Partido político               | 2003   | 2007   | 2011   | 2015   |
| Partido político    | Partido político               | Ediles | Ediles | Ediles | Ediles |
|                     | Partido Aragonés (PAR)         | —      | —      | 1      | 1      |
|                     | Partido Popular de Aragón (PP) | 1      | 1      | —      | —      |
| Total de concejales | Total de concejales            | 1      | 1      | 1      | 1      |